# Вулиця Свидівоцька
Вулиця Свидіво́цька — одна з вулиць у місті Черкаси. Знаходиться у мікрорайоні Дахнівка.

## Розташування
Вулиця простягається від Канівської на північ до меблевої фабрики де повертає на північний схід вже як вулиця Ігоря Бойка. Від неї починається вулиці Мальовнича та Сержанта Волкова.

## Опис
Вулиця неширока та асфальтована, забудована приватними будинками. На початку праворуч розташована філія Черкасирайавтодору.

## Історія
До 1983 року вулиця називалась на честь українського письменника Івана Франка, а після приєднання села Дахнівка до міста Черкаси була перейменована на честь керівника місцевого партизанського загону в роки Громадянської війни Михайла Ткалича. 22 лютого 2016 року в процесі декомунізації вулиця була перейменована на честь сусіднього з містом села Свидівок.